# Pedro Escobedo (Querétaro)
Pedro Escobedo es la población cabecera del municipio de Pedro Escobedo, situada al sur del Estado de Querétaro, México. Tiene más de 68,313 habitantes (2015). Se encuentra a 31 kilómetros de la capital del estado por la Autopista Federal 57.
Originalmente la región estuvo habitada por tribus seminómadas de otomíes. El lugar fue fundado en 1754 en un trigal como enlace y descanso a medio camino entre Querétaro y San Juan del Río. Muchos años fue un rancho y, por los años de 1880, José Piña Soria adquirió tierras de la margen sur de la hacienda de El Ahorcado y comenzó a empedrar un gran cuadro que posteriormente sería la plaza principal, erigiendo allí mismo su propia casa, por lo que puede ser considerado como el pionero de la nueva traza del pueblo. Hasta 1904 se llamó Arrollo Seco (distinto al otro Arroyo Seco al norte del estado), distrito de San Juan del Río, y fue cambiado por el nombre del ilustre Pedro Escobedo (1798-1844), médico cirujano queretano, fundador de la Escuela Nacional de Medicina.
Gran parte de su actividad económica se debe al gran movimiento comercial y de servicios que genera la Autopista Federal 57, la cual corre por su lado norte.
Las coordenadas en el centro de Pedro Escobedo son 20° 30' 13" Norte y 100° 08' 48" Oeste.